# Provinziallandtag der Provinz Westfalen
Der Provinziallandtag der Provinz Westfalen war der Provinziallandtag der preußischen Provinz Westfalen.

## Geschichte

### Vorgeschichte
Die Provinz Westfalen entstand nach den Gebietsregelungen des Wiener Kongresses aus unterschiedlichen Teilen. In einigen dieser Landesteile bestanden im HRR Landstände, so die
- Landstände des Fürstentums Paderborn[1]
- Landstände der Grafschaft Mark[2]
- Landstände des Herzogtums Jülich-Berg[3]
- Landstände der Grafschaft Limburg[4]
- Landstände der Herrschaft Rheda[5]
- Landstände des Erbfürstentums Münster[6]
- Landstände des Herzogtums Westfalen

In anderen Landesteilen gab es keine Landstände. Die sehr heterogene landständische Tradition war daher ungeeignet, ein wichtiger Anknüpfungspunkt für einen Provinziallandtag darzustellen.

### 1826 bis 1886
Artikel 13 der Deutschen Bundesakte schrieb vor, dass die Mitgliedsstaaten des Deutschen Bundes „landständige Verfassungen“ einrichten müssten. Man griff hier auf die historischen Landstände zurück, interpretierte diese jedoch im Sinne des Frühkonstitutionalismus hin im Sinne einer Vertretung aller Stände.
Die ersten Provinziallandtage in Preußen wurden als provinzielle Vertretungskörperschaften auf ständischer Grundlage unter dem Namen Provinzialstände durch das „Allgemeine Gesetz wegen Anordnung der Provinzialstände“ vom 5. Juni 1823 und nachfolgende Gesetze zu den einzelnen acht Provinzen angeordnet und in den Jahren 1824 bis 1827 eingerichtet. In der Provinz Westfalen war das das „Gesetz wegen Anordnung der Provinzialstände für die Provinz Westfalen“ vom 27. März 1824.
Der Provinziallandtag bestand aus vier Kurien. Dies waren der Stand der Herren und Fürsten, der Stand der Ritterschaft, der Städte und der Landgemeinden.
Der Stand der Herren und Fürsten wurde gebildet aus den Standesherren. Dies waren zunächst 11 Virilstimmen und zwar
- der Herzog von Arenberg
- der Fürst von Salm-Salm
- der Fürst von Salm-Kyrburg
- der Fürst zu Sayn-Wittgenstein-Berleburg
- der Fürst zu Sayn-Wittgenstein-Wittgenstein
- der Fürst von Kaunitz-Rietberg
- der Fürst von Bentheim-Tecklenburg-Rheda
- der Fürst von Bentheim-Steinfurt
- der Fürst von Salm-Horstmar
- der Herzog von Looz
- der Herzog von Croy

Da der Fürst von Salm-Kyrburg 1825 seinen Anteil an den gemeinsamen standesherrlichen Gebieten an den Fürsten von Salm-Salm gegen eine Jahresrente verkauft hatte, entfiel die hieran gebundene standesherrliche Virilstimme. Mit der „Verordnung, wegen der nach dem Gesetze vom 27sten März 1824 vorbehaltenen Bestimmungen für die Provinz Westfalen“ vom 13. Juli 1827 wurde diese elfte Stimme
- dem Freiherrn vom Stein für seine Herrschaft Cappenberg-Scheda übertragen.

Die Standesherren waren grundsätzlich verpflichtet, auf den Provinzial-Landtagen in Person zu erscheinen, hatten aber die Befugnis, sich „in erheblichen Verhinderungsfällen“ durch ein Familienmitglied oder einen anderen Bevollmächtigten vertreten zu lassen (was sie auch überwiegend machten).
Die anderen drei Stände stellten jeweils 20 Abgeordnete. Wählbar waren nur Männer mit einem Mindestalter von 30 Jahren und unbescholtenem Ruf und christlicher Konfession. Das für die Wählbarkeit notwendige Grundeigentum musste seit 10 Jahren im Besitz der Familie gewesen sein. Für das Wahlrecht galten grundsätzlich die gleichen Regeln, allerdings galt ein niedrigeres Mindestalter (24 Jahre), auch der Grundbesitz musste nicht schon 10 Jahre bestehen. Im Ritterstand war der Besitz eines früher landtagsfähigen Rittergutes mit einer Grundsteuer von mindestens 25 Talern erforderlich. Gleichgestellt waren vergleichbar große landwirtschaftliche Güter, die in einer gesonderten Matrikel festgehalten wurden. Auch für die Vertreter der Städte und Landgemeinden war ein Gewerbe oder Grundbesitz mit einem Mindeststeuerbetrag Voraussetzung des Wahlrechts.
Die Abgeordneten der Ritterschaft, Städte und Landgemeinden wurden in sechs Wahlbezirken gewählt, die sich an den historischen Territorien orientierten, aus denen die Provinz entstanden war. Diese waren:
1. der Minden-Ravensbergische Wahlbezirk (Minden, Ravensberg, Reckenberg, Rheda, Rietberg)
2. der Paderbornische Wahlbezirk (Paderborn, Corvey)
3. der Westfälische Wahlbezirk (Herzogtum Westfalen, Siegen, Wittgenstein, Lippstadt)
4. der Märkische Wahlbezirk (Grafschaft Mark, Dortmund, Limburg)
5. der östlich Münstersche Wahlbezirk (der östliche Teil von Münster, Tecklenburg, Lingen)
6. der westlich Münstersche Wahlbezirk (der westliche Teil von Münster, Recklinghausen, Anholt, Gemen, Steinfurth)

Die 20 Abgeordneten der Ritterschaft wurden direkt durch die Wahlberechtigten in den sechs Wahlbezirken gewählt. Hier bei wählte
1. der Minden-Ravensbergische Wahlbezirk 2 Abgeordnete
2. der Paderbornische Wahlbezirk 3 Abgeordnete
3. der Westfälische Wahlbezirk 3 Abgeordnete
4. der Märkische Wahlbezirk 5 Abgeordnete
5. der östlich Münstersche Wahlbezirk 4 Abgeordnete
6. der westlich Münstersche Wahlbezirk 3 Abgeordnete

Die 20 Abgeordneten der Städte wurden in denselben Wahlbezirken gewählt.
A) im Minden-Ravensbergische Wahlbezirk 4 Abgeordnete
1. Minden – 1 Virilstimme
2. Bielefeld – 1 Virilstimme
3. Herford und Vlotho – Herford stellte auf zwei hintereinander folgenden Landtagen den Abgeordneten, Vlotho auf dem dritten
4. Lübbecke, Petershagen, Wiedenbrück, Rheda, Gütersloh, Halle, Versmold, Borgholzhausen, Werther, Bünde und Rietberg – zusammen 1

B) im Paderbornischen Wahlbezirk 2 Abgeordnete
1. Paderborn und Höxter – Paderborn stellte auf zwei hintereinander folgenden Landtagen den Abgeordneten, Höxter auf dem dritten
2. Brackel, Warburg, Borgentreich, Nieheim, Beverungen, Lügde, Steinheim, Salzkotten, Driburg und Delbrück – zusammen 1 Abgeordneten

C) im Westfälischen Wahlbezirk 3 Abgeordnete
1. Siegen – 1 Virilstimme
2. Hamm und Arnsberg – stellten jeweils abwechselnd einen Abgeordneten
3. Gesecke, Brilon, Medebach, Hallenberg, Berleburg, Laasphe, Olpe, Freudenberg, Hilchenbach, Schmalenberg, Attendorn, Neheim, Winterberg, Marsberg und Meschede – zusammen 1 Abgeordneten

D) im Märkischen Wahlbezirk 5 Abgeordnete
1. Iserlohn – 1 Virilstimme
2. Dortmund – 1 Virilstimme
3. Soest und Lippstadt – Soest stellte auf zwei hintereinander folgenden Landtagen den Abgeordneten, Lippstadt auf dem dritten
4. Hagen, Altena und Schwelm – stellten jeweils abwechselnd einen Abgeordneten
5. Unna, Herdecke, Bochum, Hörde, Lünen, Schwerte, Westhofen, Breckerfeld, Lüdenscheid, Plettenberg, Neuenrade, Hattingen, Kamen, Werl, Menden, Limburg und Witten – zusammen 1 Abgeordneten

E) im östlich Münsterschen Wahlbezirk 4 Abgeordnete
1. Münster – 2 Virilstimmen
2. Warendorf und Bochold – Warendorf stellte auf zwei hintereinander folgenden Landtagen den Abgeordneten, Bochold auf dem dritten
3. Ahlen, Beckum, Oelde, Werne, Sendenhorst, Lüdinghausen, Telgte, Ibbenbüren, Lengerich und Tecklenburg – zusammen 1 Abgeordneten

F) der westlich Münstersche Wahlbezirk 2 Abgeordnete
1. Recklinghausen, Dorsten, Rheine, Coesfeld und Stadtlohn – einander wechselnd
2. Dülmen, Steinfurt, Ahaus, Vreden, Borken, Anholt, Gronau, Horstmar, Billerbeck und Haltern – zusammen 1 Abgeordneten

Die 20 Abgeordneten der Landgemeinden wurden in denselben Wahlbezirken gewählt.
A) im Minden-Ravensbergische Wahlbezirk 4 Abgeordnete
1. Kreis Minden – 1 Abgeordneter
2. Kreis Rahden – 1 Abgeordneter
3. Kreis Bünde und Kreis Herford – 1 Abgeordneter
4. Kreis Bielefeld, Kreis Halle und Kreis Wiedenbrück – 1 Abgeordneter

B) im Paderbornischen Wahlbezirk 2 Abgeordneten
1. Kreis Paderborn und Kreis Büren
2. Kreis Brakel, Kreis Warburg und Kreis Höxter

C) im Westfälischen Wahlbezirk 3 Abgeordneten
1. Kreis Lippstadt und Kreis Brilon – 1 Abgeordneter
2. Kreis Wittgenstein, Kreis Siegen und Kreis Olpe – 1 Abgeordneter
3. Kreis Arnsberg und Kreis Eslohe – 1 Abgeordneter

D) im Märkischen Wahlbezirk 4 Abgeordnete
1. Kreis Soest und Kreis Hamm – 1 Abgeordneter
2. Landkreis Dortmund und Kreis Bochum – 1 Abgeordneter
3. Kreis Iserlohn und Kreis Altena – 1 Abgeordneter
4. Kreis Hagen – 1 Abgeordneter

E) im östlich Münsterschen Wahlbezirk 4 Abgeordnete
1. Kreis Tecklenburg – 1 Abgeordneter
2. Kreis Münster – 1 Abgeordneter
3. Kreis Warendorf und Kreis Beckum – 1 Abgeordneter
4. Kreis Lüdinghausen – 1 Abgeordneter

F) der westlich Münstersche Wahlbezirk 3 Abgeordnete
1. Kreis Recklinghausen – 1 Abgeordneter
2. Kreis Borken und Kreis Ahaus – 1 Abgeordneter
3. Kreis Coesfeld und Kreis Steinfurt – 1 Abgeordneter

Die Wahl in den Kollektivstädten und den Landgemeinden erfolgte in indirekter Wahl über Wahlmänner.
Die Kompetenzen des Provinziallandtags waren beschränkt. Er durfte sich nur auf Einberufung durch den König versammeln, dieser bestimmte auch den Landtagsmarschall (Parlamentspräsidenten). Er hatte die Aufgabe für die Provinz bestimmte Gesetze zu beraten und durfte Petitionen und Beschwerden, die die Provinz betrafen, an den König richten und über kommunale Angelegenheiten beschließen. Seit 1842 bestand ein Provinzialausschuss aus 12 Mitgliedern. Jeweils vier Mitglieder wurde von jeder Kurie außer der Fürstenkurie gewählt. Hinzu kamen 2 Vertreter der Fürstenkurie. Der Provinzialausschuss sollte zwischen den Provinziallandtagen Gesetze beraten.
1847 waren die westfälischen Provinziallandtagsabgeordneten Teil des Ersten Vereinigten Landtags. Nach der Märzrevolution 1848 kam es nicht zu einer Neuwahl der Provinziallandtage im demokratischen Sinn, seine Arbeit ruhte stattdessen. Erst in der Reaktionsära 1852 wurde der, nach den Regeln von 1826 bestimmte, Provinziallandtag wieder einberufen. Die Aufgaben des Provinziallandtags wurden in mehreren Schritten ab den 1870er Jahren erweitert. 1871 erhielt der Provinziallandtag das Budgetrecht für die Provinzialanstalten und das Provinzialvermögen. Der Provinzialausschuss wurde mit der Verwaltung beauftragt. Mit den Dotationsgesetzen von 1873 und 1875 erhielten die Provinzen zahlreiche Aufgaben und die dazugehörigen Finanzen zugewiesen. Dies waren unter anderem das Landarmenwesen, Fürsorgeanstalten für Blinde, Taubstumme und psychisch Kranke, das Provinzialstraßenwesen, die Förderung von Kunst und Kultur sowie die Unterhaltung von Denkmälern.

### 1886 bis 1918

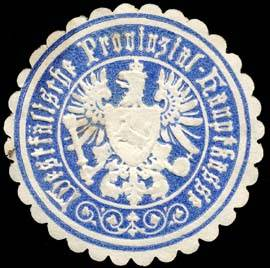
Siegelmarke Westfälische Provinzial-Hauptkasse

Zum 1. August 1886 wurde in der Provinz Westfalen die in den preußischen Ostprovinzen bereits seit 1875 geltende Provinzialordnung eingeführt. Damit wurde Wahl und Aufgabe des Provinziallandtag der Provinz Westfalen völlig neu geregelt. Der Provinziallandtag bestand nun aus Abgeordneten der Land- und Stadtkreise der Provinz Westfalen. Jeder Kreis bis 35.000 Einwohner wählte einen Abgeordnete. Kreise mit mehr als 35.000 und weniger als 70.000 Einwohnern wählten zwei Abgeordnete, bei größeren Kreisen kam für jede volle Zahl von weiteren 50.000 Einwohnern ein weiterer Abgeordneter hinzu. Die Abgeordneten der Landkreise wurden von den Kreistagen gewählt (diese waren selbst nach dem Dreiklassenwahlrecht gewählt worden). Die Abgeordneten mussten weiterhin ein Mindestalter von 30 Jahren haben. Die Wahldauer betrug sechs Jahre. Die erste Wahl erfolgte 1886. Es wurden keine Stellvertreter gewählt, stattdessen kam es zu Ergänzungswahlen. Der Vorsitzenden des Provinziallandtages wurde nun von diesem selbst gewählt.

### 1918 bis 1933

#### Wahlmodus
Nach der Novemberrevolution vom 9. November 1918 wurde in Preußen 1919 für die Parlamente und der kommunalen Volksvertretungen allgemeine und gleiche Wahlen nach dem Verhältniswahlrecht  durchgeführt und erstmals auch das Frauenwahlrecht bewilligt. Hierbei wurden allerdings die Provinziallandtage nicht neu gewählt. Das Gesetz betreffend die Neuwahl der Provinziallandtage vom 16. Juli 1919 regelte, dass die Provinziallandtage aufgelöst und durch die (nun demokratisch gewählten) Kreistage bis zum 1. September 1919 neu gewählt werden sollten. Mit Art. 74 der Verfassung des Freistaats Preußen vom 30. November 1920 wurde die Wahl der Provinziallandtage durch das Volk festgeschrieben. Diese Verfassungsbestimmung wurde mit dem Gesetz betreffend die Wahlen zu den Provinziallandtagen und zu den Kreistagen vom 3. Dezember 1920 umgesetzt. Nun wurden die Abgeordneten auf vier Jahre direkt vom Volk gewählt. Die Zahl der Abgeordneten hing von der Einwohnerzahl ab. Für die erste und zweite Million Einwohner wurde je ein Abgeordneter für 25.000 Einwohner gewählt. Für die dritte Million Einwohner wurde je ein Abgeordneter für je 35.000 Einwohner und in der vierten Million Einwohner ein Abgeordneter je 50.000 Einwohner gewählt. Zuletzt hatte die Provinz Sachsen 3,6 Millionen Einwohner. Die Verteilung der Mandate erfolgte zunächst auf Ebene der Regierungsbezirke Magdeburg, Merseburg und Erfurt. Mit dem Wahlgesetz für die Provinziallandtage und Kreistage vom 7. Oktober 1925 wurden kleinere Wahlrechtsänderungen eingeführt.

#### Wahlergebnisse in der Weimarer Republik
Stimmenanteile der Parteien in Prozent
| Wahltag              | DZP  | SPD  | DVP  | DNVP 1 | KPD 2 | DDP | WP  | CSVD 3 | NSDAP |
| -------------------- | ---- | ---- | ---- | ------ | ----- | --- | --- | ------ | ----- |
| 421. Februar 1921 4  | 36,4 | 23,3 | 13,1 | 08,8   | 07,3  | 4,3 |     |        |       |
| 29. November 1925    | 35,1 | 22,8 | 11,7 | 10,7   | 09,3  | 2,7 | 2,2 |        |       |
| 517. November 1929 5 | 32,9 | 22,1 | 08,7 | 06,2   | 09,3  | 2,5 | 6,3 | 4,0    | 02,9  |
| 12. März 1933        | 28,2 | 15,1 |      | 06,8   | 10,3  |     |     | 2,3    | 36,2  |

Sitzverteilung
| Jahr | Ges. | DZP | SPD | DVP | DNVP | KPD | USPD | DDP | P | WP | CSVD | NSDAP | CNBL |
| ---- | ---- | --- | --- | --- | ---- | --- | ---- | --- | - | -- | ---- | ----- | ---- |
| 1921 | 134  | 50  | 31  | 17  | 12   | 10  | 6    | 6   | 2 |    |      |       |      |
| 1925 | 138  | 50  | 32  | 17  | 16   | 14  |      | 5   |   | 4  |      |       |      |
| 1929 | 138  | 46  | 31  | 12  | 9    | 13  |      | 4   |   | 9  | 6    | 4     | 4    |
| 1933 | 138  | 39  | 21  |     | 10   | 14  |      |     |   |    | 4    | 50    |      |

Fußnoten

### Machtergreifung und Ende des Provinziallandtags
Die Machtergreifung der Nationalsozialisten 1933 bedeutete auch das Ende des Provinziallandtags. Mit dem Gesetz über die Übertragung von Zuständigkeiten der Provinzial- (Kommunal-) Landtage, … auf die Provinzial- (Landes-) Ausschüsse, … vom 17. Juli 1933 verlor der Provinziallandtag seine Aufgaben, mit dem Gesetz über die Erweiterung der Befugnisse des Oberpräsidenten (Oberpräsidentengesetz) vom 15. Dezember 1933 wurde geregelt: „Die Provinziallandtage, Provinzialausschüsse und Provinzialkommissionen werden aufgelöst. Eine Neubildung findet nicht statt.“
Nach dem Zweiten Weltkrieg ging die Provinz Westfalen im neuen Land Nordrhein-Westfalen auf. Entsprechend wurde der Provinziallandtag nicht neu gebildet. Nachfolger wurde die Landschaftsversammlung Westfalen-Lippe des Landschaftsverbands Westfalen-Lippe.

## Sitz
Der Provinziallandtag der Provinz Westfalen tagte im ersten Provinziallandtag im Schloss zu Münster, dann bis zum 15. Provinziallandtag (1861) im Rathaus in Münster. Vom 16. bis 42 Provinziallandtag (1901) trat er im Ständehaus am Domplatz und danach im Landeshaus zusammen.

## Persönlichkeiten

### Präsidenten
Der Vorsitzende des Provinziallandtags trug zunächst die Bezeichnung Provinzial-Landtagsmarschall und wurde vom König ernannt.
- 1826–1831: Freiherr Karl v. Stein (zum Altenstein)
- 1832–1858: Ignaz von Landsberg-Velen und Gemen
- 1858–1865: Clemens August von Westphalen zu Fürstenberg
- 1865–1875: Heinrich Wilhelm von Holtzbrinck
- 1877–1886: Freiherr Carl Gisbert Wilhelm von Bodelschwingh-Plettenberg

Ab 1886 trug er den Titel Vorsitzender und wurde vom Provinziallandtag gewählt
- 1886–1889: Carl Gisbert Wilhelm von Bodelschwingh-Plettenberg
- 1889–1903: Alexander von Oheimb
- 1903–1915: Ignatz von Landsberg-Velen und Steinfurt
- 1919–1920: Heinrich Jansen

### Mitglieder
Für die Mitglieder des Provinziallandtags siehe die Kategorie:Mitglied des Provinziallandtages von Westfalen sowie die Abgeordnetenlisten.
- Liste der Mitglieder des Provinziallandtags der Provinz Westfalen (1. Sitzungsperiode)
- Liste der Mitglieder des Ersten Vereinigten Landtages der Provinz Westfalen
- Liste der Mitglieder des Zweiten Vereinigten Landtages der Provinz Westfalen

### Preußischer Staatsrat
Der Provinziallandtag Westfalens wählte in der Weimarer Republik zehn Abgeordnete in den Preußischen Staatsrat. Dies waren:
| Nr. | Abgeordneter              | Partei     | Amtszeit                               | Vertreter                                                                              | Partei           | Amtszeit |
| --- | ------------------------- | ---------- | -------------------------------------- | -------------------------------------------------------------------------------------- | ---------------- | --- |
| 01  | Franz Dieckmann           | Zentrum    | Mai 1921 bis Januar 1930               | Werner Reineke Freiherr Adolf von Oer                                                  | Zentrum Zentrum  | Mai 1921 bis Februar 1926 Februar 1926 bis Januar 1930                                                      |
| 01  | Freiherr Adolf von Oer    | Zentrum    | Januar 1930 bis April 1933             | August Heeke                                                                           | Zentrum          | Januar 1930 bis April 1933                                                                                  |
| 01  | Josef Wagner (Bochum)     | NSDAP      | April bis 10. Juli 1933                | Kurt Matthaei                                                                          | NSDAP            | April bis 10. Juli 1933                                                                                     |
| 02  | Anton Gilsing             | Zentrum    | Mai 1921 bis Januar 1930               | Jacob Isenrath Paul Schönkaes                                                          | Zentrum Zentrum  | Mai 1921 bis Februar 1926 Februar 1926 bis 14. Oktober 1926 †                                               |
| 02  | Heinrich Klasmeyer        | Zentrum    | Januar 1930 bis April 1933             | Helene Drießen                                                                         | Zentrum          | Dezember 1926 bis April 1933                                                                                |
| 02  | Albert Kost               | NSDAP      | April bis 10. Juli 1933                | Albert Schulze-Dernebockholt                                                           | Kampffront       | April bis 10. Juli 1933                                                                                     |
| 03  | Wilhelm Kaiser            | Zentrum    | Mai 1921 bis April 1933                | Helene Drießen Heinrich Klasmeyer Johannes Humann Freiherr Maximilian Raitz von Frentz | Zentrum Zentrum  | Mai 1921 bis Februar 1926 Februar 1926 bis Januar 1930 Januar 1930 bis Mai 1932 30. Mai 1932 bis April 1933 |
| 03  | Wilhelm Habbes            | NSDAP      | April bis 10. Juli 1933                | Gottfried Flach                                                                        | NSDAP            | April bis 10. Juli 1933                                                                                     |
| 04  | Freiherr Adolf von Oer    | Zentrum    | Mai 1921 bis Februar 1926              | Paul Schönkaes                                                                         | Zentrum          | Mai 1921 bis Februar 1926                                                                                   |
| 04  | Albert Vögler             | AG         | Februar 1926 bis 29. Oktober 1929      | Robert Haas (Weidenau)                                                                 | AG               | Februar 1926 bis Januar 1930                                                                                |
| 04  | Franz Dieckmann (Münster) | Zentrum    | Januar 1930 bis April 1933             | Franz Bartscher                                                                        | Zentrum          | Januar 1930 bis April 1933                                                                                  |
| 04  | Carl Egbert Böhmer        | NSDAP      | April bis 10. Juli 1933                | Ernst Kienker                                                                          | NSDAP            | April bis 10. Juli 1933                                                                                     |
| 05  | Wilhelm Beukenberg        | AG         | Mai 1921 bis 15. Juli 1923 †           | Eduard Windthorst                                                                      | AG               | Februar 1926 bis 26. Juli 1923                                                                              |
| 05  | Eduard Windthorst         | AG         | 26. Juli 1923 bis Februar 1926         | Friedrich Jütte                                                                        | AG               | 26. Juli 1923 bis Januar 1930                                                                               |
| 05  | Karl Schulze-Pelkum       | AG         | Februar 1926 bis Januar 1930           | k.N.                                                                                   |                  | |
| 05  | Karl Schreck              | SPD        | Januar 1930 bis April 1933             | Karl Hölkeskamp                                                                        | SPD              | Januar 1930 bis April 1933                                                                                  |
| 05  | Eduard Windthorst         | Kampffront | April bis 10. Juli 1933                | Otto Baumecker                                                                         | Kampffront/NSDAP | April bis 10. Juli 1933                                                                                     |
| 06  | Karl Schulze-Pelkum       | AG         | Mai 1921 bis Februar 1926              | Robert Haas (Weidenau)                                                                 | AG               | Mai 1921 bis Februar 1926                                                                                   |
| 06  | Eduard Windthorst         | AG         | Februar 1926 bis Januar 1930           | August Sültemeyer                                                                      | AG               | Februar 1926 bis Januar 1930                                                                                |
| 06  | Hans Schmidt              | SPD        | Januar 1930 bis 10. Juli 1933          | Reinhard Rauschenberg                                                                  | SPD              | Januar 1930 bis April 1933                                                                                  |
| 06  | Wilhelm Stockheck         | NSDAP      | April bis 10. Juli 1933                | Richard Meyer (Paderborn)                                                              | NSDAP            | April bis 10. Juli 1933                                                                                     |
| 07  | Ernst Mehlich             | SPD        | Mai 1921 bis 16. August 1926 †         | Karl Vorländer                                                                         | SPD              | Mai 1921 bis 5. Oktober 1926                                                                                |
| 07  | Karl Vorländer            | SPD        | 5. Oktober 1926 bis 7. Dezember 1928 † | Hugo Strathmann                                                                        | SPD              | 5. Oktober 1926 bis Januar 1929                                                                             |
| 07  | Hugo Strathmann           | SPD        | Januar 1929 bis Januar 1930            | Herman Schneider                                                                       | SPD              | Januar 1929 bis Januar 1930                                                                                 |
| 07  | Eduard Windthorst         | AG         | Januar 1930 bis April 1933             | Otto Hemberg                                                                           | AG               | Januar 1930 bis April 1933                                                                                  |
| 07  | Freiherr Adolf von Oer    | Zentrum    | April bis 10. Juli 1933                | Josef Brüning-Sudhoff                                                                  | Zentrum          | April bis 10. Juli 1933                                                                                     |
| 08  | Karl Schreck              | SPD        | Mai 1921 bis Januar 1930               | Carl Rawitzki Reinhard Rauschenberg                                                    | SPD SPD          | Mai 1921 bis Februar 1926 Februar 1926 bis Januar 1930                                                      |
| 08  | Karl Schulze-Pelkum       | AG         | Januar 1930 bis April 1933             | Robert Haas (Weidenau)                                                                 | AG               | Januar 1930 bis April 1933                                                                                  |
| 08  | Heinrich Klasmeyer        | Zentrum    | April bis 10. Juli 1933                | August Heeke                                                                           | Zentrum          | April bis 10. Juli 1933                                                                                     |
| 09  | Konrad Herbst             | KPD        | Mai 1921 bis 13. März 1922             | Friedrich Nölle                                                                        | KPD              | Mai 1921 bis 21. März 1922                                                                                  |
| 09  | Friedrich Nölle           | KPD        | 21. März 1922 bis Februar 1926         | Albert Aßmann                                                                          | KPD              | 25. April 1922 bis Februar 1926                                                                             |
| 09  | Heinz Pöppe               | KPD        | Februar 1926 bis Januar 1930           | Karl Lotz                                                                              | KPD              | Februar 1926 bis Januar 1930                                                                                |
| 09  | Carl Berkemeyer           | WP         | Januar 1930 bis April 1933             | Franz Luster-Haggeney                                                                  | AG               | Januar 1930 bis April 1933                                                                                  |
| 09  | Wilhelm Kaiser            | Zentrum    | April bis 10. Juli 1933                | Franz Bartscher                                                                        | Zentrum          | April bis 10. Juli 1933                                                                                     |
| 10  | Hans Schmidt              | SPD        | Mai 1921 bis Januar 1930               | Reinhold Wolter                                                                        | KPD              | Mai 1921 bis Januar 1930                                                                                    |
| 10  | Gustav Thorun             | KPD        | Januar 1930 bis April 1933             | Leo Herwig Alfred Görlich                                                              | KPD              | Januar 1930 bis 27. Oktober 1930 30. Oktober 1930 bis April 1933                                            |
| 10  | Karl Schreck              | SPD        | April bis 10. Juli 1933                | Hans Schmidt                                                                           | SPD              | April bis 10. Juli 1933                                                                                     |